# Tanio (petroliera)
La Tanio, varata originariamente con il nome di Lorraine, è stata una petroliera panamense da 28.121 tonnellate di portata lorda.
Naufragò nel 1980 causando un disastro petrolifero al largo delle coste della Bretagna, causando la morte di otto marinai.

## Caratteristiche
La Tanio era una petroliera con una lunghezza fuori tutto di 191,88 m e una larghezza massima di 24,57 m per una stazza lorda di 18.048 tsl e una portata lorda di 28.121 DWT. La nave era registrata a Panama ed era identificata con il numero IMO 5212397.

## Storia
La petroliera fu varata nel 1957 come Lorraine nel cantiere navale Wilton-Fijenoord di Schiedam per la compagnia di navigazione Société Française de Transports Pétroliers di Dunkerque e messa in servizio sotto bandiera francese nel marzo 1958. Nel 1971 la nave è stata trasferita senza cambiamento di nome alla compagnia di navigazione Companie Malagache de Transports Petroliers di Toamasina, in Madagascar. Tre anni dopo, la compagnia panamense Companie de Navigacion Cruz del Sol acquistò la petroliera, che continuò ad operare come Tanio sotto bandiera panamense.

### Incidente
Nel marzo 1980 la nave consegnò un carico di 27.000 tonnellate di olio combustibile Fuel No. 6 e partì in viaggio da Wilhelmshaven a Civitavecchia. Il 7 marzo la nave si spezzò durante una forte tempesta a circa 50 chilometri da Île-de-Batz. Otto membri dell'equipaggio, compreso il capitano, furono uccisi. La rottura liberò circa 13.500 tonnellate di petrolio. La prua s'inabissò ad una profondità di circa 90 metri con un carico residuo di circa 5.000 tonnellate di petrolio. Tuttavia, la poppa della petroliera, con un carico rimanente di circa 7.500 tonnellate di petrolio, non naufragò e venne rimorchiata a Le Havre dal rimorchiatore Abeille Languedoc e successivamente demolita.